# Blazing Skull
Mark Todd, alias Blazing Skull est un super-héros évoluant dans l'univers Marvel de la maison d'édition Marvel Comics. Créé par Bob Davis (scenario et dessins), le personnage de fiction apparaît pour la première fois dans le comic book Mystic Comics #5 en mars 1941 chez Timely Comics (l'ancêtre de Marvel Comics).
Le personnage est introduit au cours de la période appelée « Âge d'or des comics » avant de réapparaître dans la continuité Marvel présente à partir de Avengers (vol. 1) #97 en mars 1972.
L'allure générale du personnage (son crâne enflammé notamment) sera reprise pour créer le personnage du Ghost Rider en 1972. Celui-ci utilisera d'ailleurs temporairement l'alias de « Blazing Skull » au cours d'une histoire.

## Historique de la publication
Le personnage de Blazing Skull fait ses débuts dans « The Story of Mark Todd », un conte de neuf pages dans le comic book Mystic Comics #5 en mars 1941, qui a également présenté les personnages de Black Marvel (en) (Daniel Lyons) et de son compagnon super-héros Terror. Le personnage continue d'apparaître dans Mystic Comics jusqu'au #9 (mai 1941), avec au moins une histoire (« The Thing », parue dans le #8) confirmée pour avoir été crayonnée par le dessinateur de l'Age d'or Syd Shores. 
Un simulacre du Blazing Skull apparaît brièvement, avec des simulacres du Patriot (Jeffrey Mace (en)), de Fin (en) et des versions de l'Age d'or de Angel (en) (Thomas Halloway) et de la Vision I (en) pour aider l'équipe de super-héros les Vengeurs dans The Avengers #97 (mars 1972).
Le personnage du Ghost Rider utilisa temporairement l'alias de « Blazing Skull » quand il fut psychiquement contrôlé par Moondark (en) et exposé dans un spectacle de foire, dans le comic book Marvel Team-Up #91 (mars 1980).
L'actuel Blazing Skull commence une période d’aventures en solo se déroulant au cours de la Seconde Guerre mondiale, au cours d'un épisode des Fils de minuit dans Midnight Sons Unlimited #9 (mai 1995). Près de 10 ans plus tard, il est réintroduit dans la continuité Marvel moderne dans l'arc narratif en quatre parties « Once an Invader » du comic book Avengers (vol. 3) #82-84 (juillet-septembre 2004) et dans le bizarrement numéroté New Invaders #0 (août 2004). Il apparaît dans le dernier numéro, New Invaders #9 (juin 2005).
Un personnage distinct, Jim Scully, également connu sous le nom de Skull the Slayer (en), a été dépeint comme un Blazing Skull indépendant et de conception différente dans le comic book Quasar #46 (mai 1993), faisant partie du groupe The Shock Troop.

## Biographie du personnage
Lors de la guerre sino-japonaise, le reporter de guerre américain Mark Todd est forcé de s'abriter dans une grotte pour éviter un bombardement. Il y rencontre les Hommes-crânes, qui possèdent un crâne enflammé. Ceux-ci décident de faire de lui un champion de la liberté et l’entraînent (il devint peu à peu invulnérable et insensible au feu).
Quand il termine son entraînement, il est vêtu d'un costume représentant un crâne enflammé. Il lutte ensuite contre les Nazis sous le nom de Blazing Skull. Avec l'expérience, il apprend peu à peu à rendre la chair de son crâne invisible, imitant l'apparence de ses professeurs, et arrête d'utiliser son masque.
Il s'associe avec Union Jack et le Destroyer (en) (à ne pas confondre avec le Destructeur) pour éliminer un réseau d'espions en Angleterre.
À la fin de la Seconde Guerre mondiale, il disparaît de la circulation. Il fait apparemment de courtes réapparitions à travers le monde dans les années 1960, sous le nom de Smoking Head.
Récemment, on le revoit prisonnier de terroristes au Moyen-Orient, n'ayant pas vieilli grâce à ses pouvoirs. Il est libéré par U.S. Agent, qui le recrute au sein d'une nouvelle version de l'équipe des Envahisseurs.
Après la création du projet Initiative, Mark Todd est sélectionné pour faire partie des Défenseurs, l'équipe fédérale du New Jersey (avec Miss Hulk, Colossus et Nighthawk).

## Pouvoirs et capacités
Grâce aux pouvoirs conférés par les Hommes-crânes, Blazing Skull est insensible au feu. Il peut générer des flammes (généralement autour de sa tête) et envoyer des rafales brûlantes. À ses débuts, il ne possédait que la faculté de rendre sa peau invisible (mais pas son squelette) et de projeter une aura le rendant insensible au feu. Au fil du temps, ses pouvoirs s'améliorèrent et se diversifièrent.
En complément de ses pouvoirs, Mark Todd est un excellent athlète, un très bon combattant au corps à corps et un pilote d'avion accompli, ainsi qu'un journaliste et un enquêteur compétent.
- Blazing Skull possède une force surhumaine lui permettant de soulever (ou d’exercer une pression équivalente à) 50 tonnes, en tout cas suffisante pour soulever un char d'assaut[1].
- Il possède une endurance incroyable, pouvant guérir de blessures non-mortelles facilement. Il possède aussi une forme physique virtuellement indestructible (mais cependant, il n’est pas insensible à la douleur). Si un de ses membres est coupé, il peut être ré-attaché très facilement[1].
- Ce pouvoir guérisseur le protège aussi du vieillissement ; il aurait actuellement plus de 90 ans, mais son corps actuel possède toujours l'apparence d'un homme trentenaire[1].
- Avec le temps, il a appris à rendre la chair de son crâne invisible pour se donner l'apparence d'un squelette au crâne enflammé[1].

A l’origine, il portait un masque enflammé qui était, semble-t-il, la source de ses pouvoirs. Au fil du temps, son corps a absorbé son masque, ce qui lui permet désormais d’assumer à volonté son apparence de Blazing Skull.